# Liste der Monuments historiques in Auflance
Die Liste der Monuments historiques in Auflance führt die Monuments historiques in der französischen Gemeinde Auflance auf.

## Liste der Immobilien
| Bezeichnung        | Beschreibung                                                  | Standort            | Kennzeichnung | Schutzstatus | Datum | Bild           |
| ------------------ | ------------------------------------------------------------- | ------------------- | ------------- | ------------ | ----- | -------------- |
| Château d’Auflance | Schloss, erste Hälfte des 17. Jahrhunderts; weitgehend ruinös | 1 le Château (Lage) | PA00078556    | Inscrit      | 1991  | weitere Bilder |

## Liste der Objekte
| Bezeichnung           | Beschreibung                                  | Standort                                    | Kennzeichnung | Schutzstatus | Datum | Bild |
| --------------------- | --------------------------------------------- | ------------------------------------------- | ------------- | ------------ | ----- | ---- |
| 13 Heiligenskulpturen | Holz, farbig gefasst, 17. und 18. Jahrhundert | in der Kapelle des Saints-d’Auflance (Lage) | PM08000031    | Classé       | 1966  |      |